# Грязелікарня Андрієвського
Грязелікарня Андрієвського — перша в Україні грязелікарня створена одеським лікарем Е. С. Андрієвським. Сучасна будівля - пам'ятка архітектури та історії місцевого значення (1892 рік). Розташована на правому березі Куяльницького лиману.

## Історія
У жовтні 1833 року на правому березі Куяльницького лиману за дорученням графа М. С. Воронцова була збудована перша лиманна лікарня для грязевих та піщаних лиманних ванн. Земля для лікарні була викуплена міською владою у князя Жевахова (на честь якого згодом була названа Жевахова гора). Перші будинки лікарні, створені архітектором Кошеловим, були дерев'яні та не збереглися. Сім років потому розпочато будівництво нової лікарні у зв'язку з поганим станом старої. У 1842 році будівництво було завершено, в тому числі завдяки лікарю Е. С. Андрієвському, який задля розвитку бальнеології, робив все можливе для створення та процвітання перших лікувальних закладів лиману. Звідси і друга назва лиману — Андрієвський на честь Е. С. Андрієвського. Так Куяльницький лиман, який до цього використовувався здебільшого тільки для видобутку солі, перетворився на лікувально-оздоровчий курорт. Сам Андрієвський говорив: «Ін сале салус!» — «В солі — здоров'я». Лікарня, заснована Андрієвським, проіснувала до 1892 р., тоді ж на кошти м. Одеси відбудована нова лікарня. У 1876 р. в Одесі було утворено бальнеологічне товариство, яке сприяло розповсюдженню відомостей про цілющі можливості курортів поблизу Одеси, пропагувало лікування у них, всіляко сприяло їх популярності. Завдяки його допомозі було побудовано у 1892 р. нове приміщення грязелікарні.
До 1914 року на території Куяльника було споруджено перший санаторний корпус та корпус для офіцерів, а також парадний в'їзд на курорт. У 20-ті роки ХХ ст. удосконалено методику обслуговування хворих, впроваджено аплікаційний метод грязелікування, який дозволяв збільшити пропускну здатність грязелікарні.

## Грязелікарня в XX столітті
В роки війни Куяльницький курорт було знищено та у 1947 році його було відроджено. В 70-роки ХХ ст. почалась побудова спальних корпусів (1976, 1981, 1986). Зараз в Куяльницькому санаторії працює два корпуси.

## Опис
Нова лікарня, збудована у 1892 році, відповідала тодішнім найвищим стандартам будівництва лікувальних закладів, з відмінним рівнем механізації і обслуговування хворих, була побудована за проектом архітектора Миколи Толвинського, що проектував в Одесі будинки Одеського національного університету ім. Мечникова і медуніверситету.
Гарний вид на старовинні корпусу грязелікарні відкривається з боку Куяльницького арки, яка є елементом системи опорних стін обриву. Піднятися до арки можна двома шляхами: або по сходах (які споруджені не тільки як інженерно-технічний об'єкт, але і як об'єкт лікувальний — їх використовують для розробки суглобів), або по серпантину, по якому ще 100 років тому їздили карети.

## Вклад в розвиток грязелікарні Йосипа Тимченка
Механіком Йосипом Тимченко було побудовано окрему машинну будівлю, де розташовувалися всі необхідні комунікації та механізми для подачі і підігріву куяльницьких лікувальних матеріалів.
Сам Йосип Тимченко — механік, який створив в 1893 році перший у Світі кіноапарат. До речі, найперший фільм, у якому зустрічаються види Куяльницького курорту, називається «Людина з кіноапаратом» Дзиги Вертова, знятий в 1929 році.

## Галерея

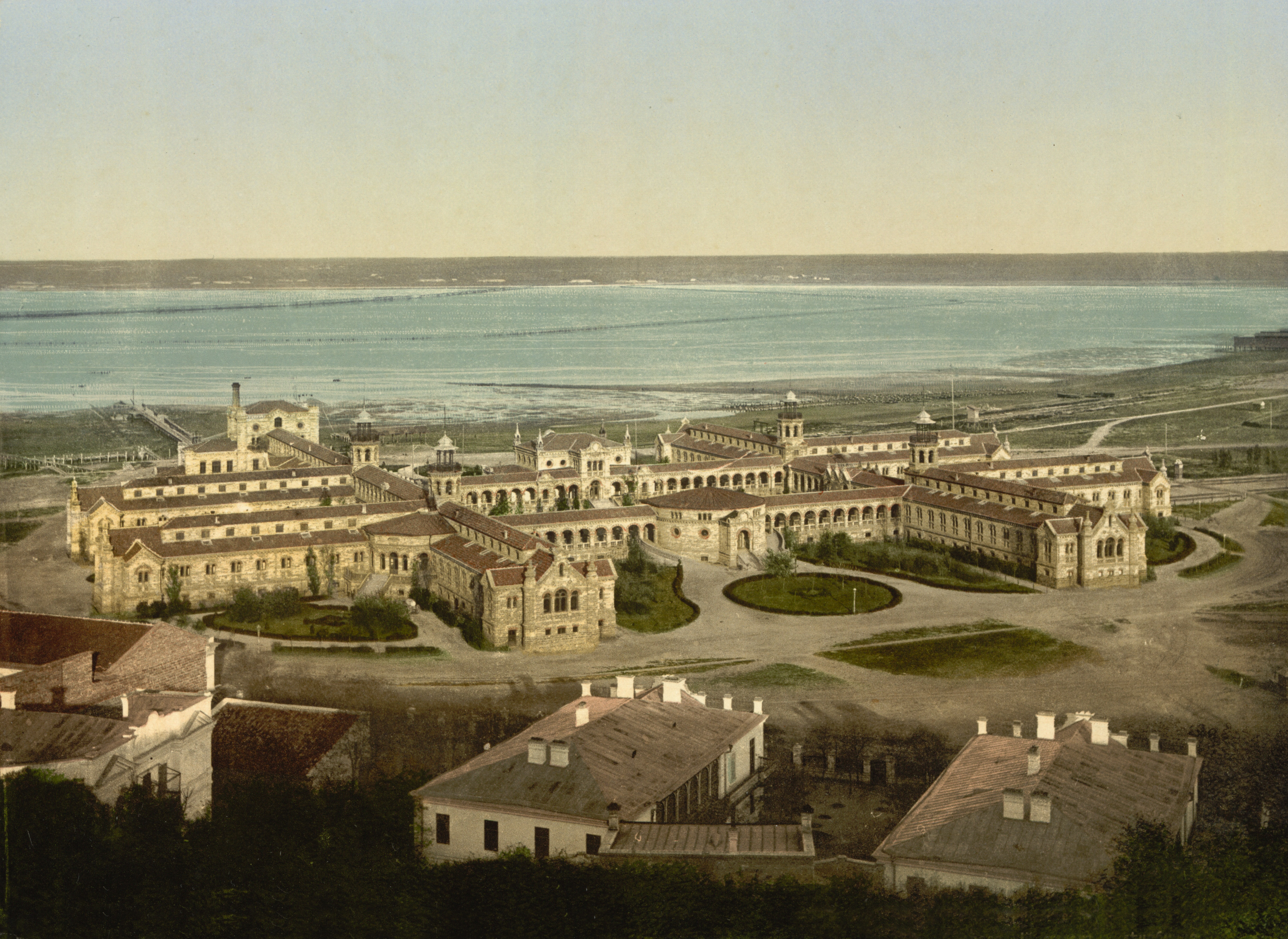
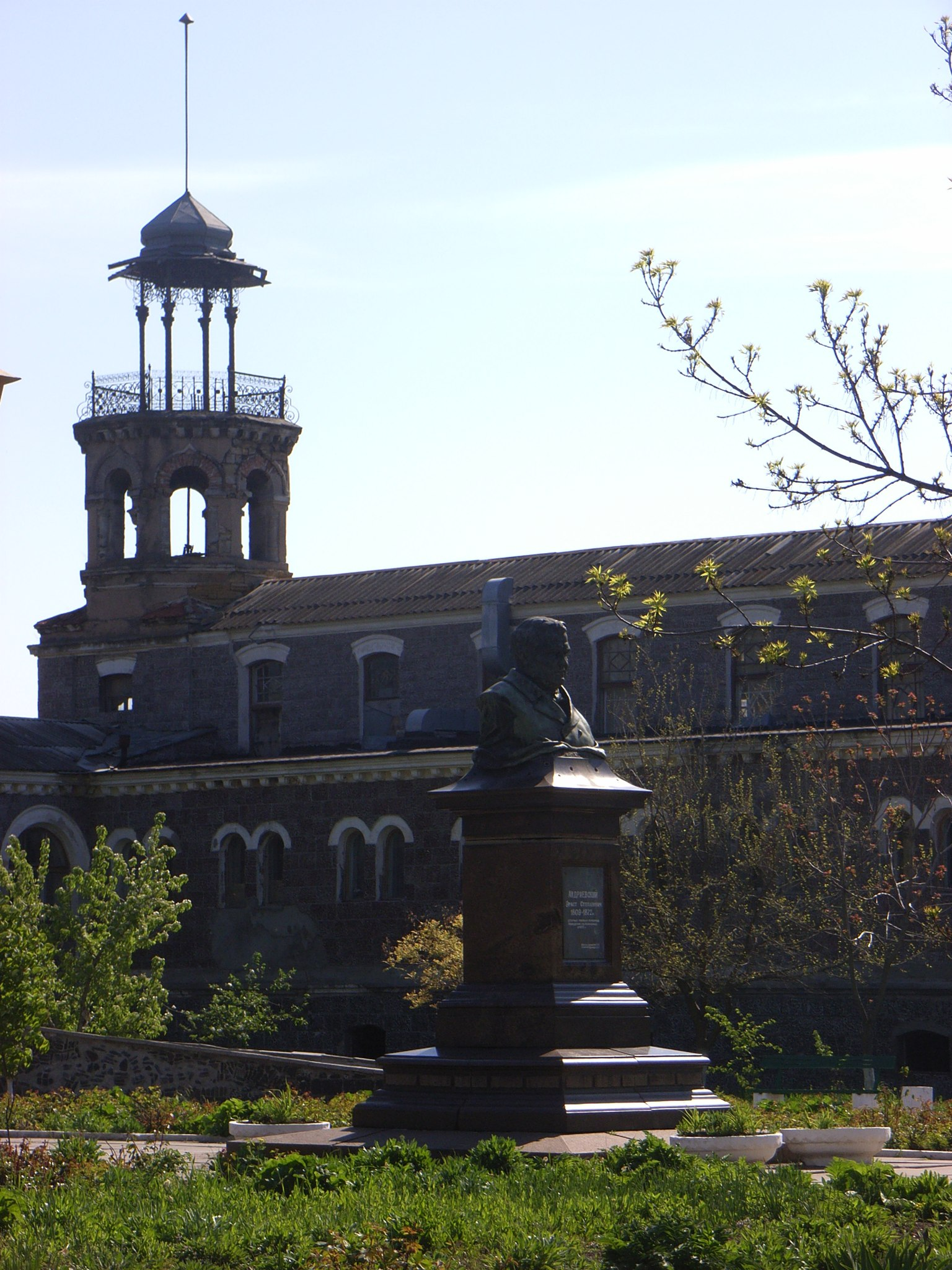
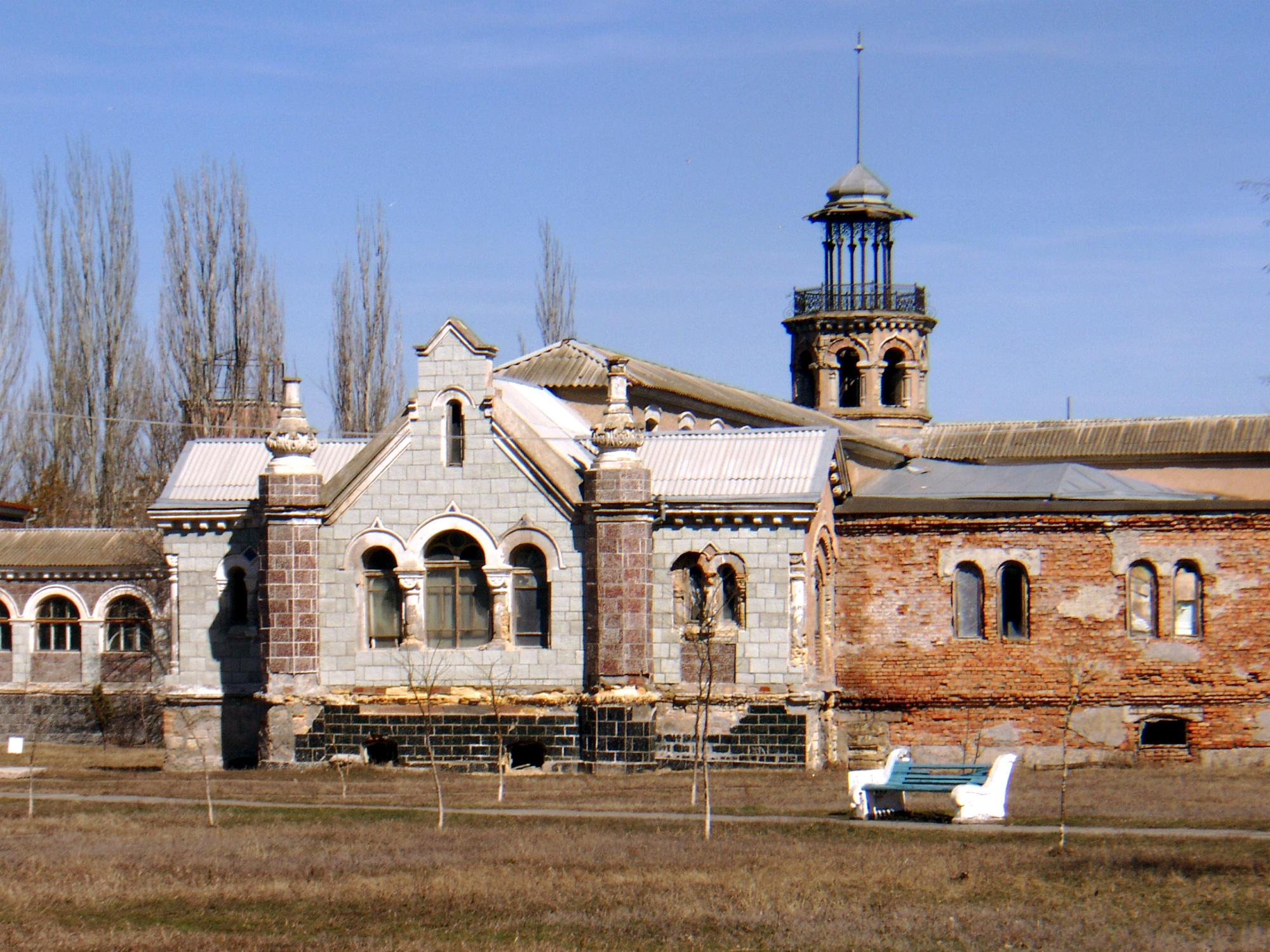
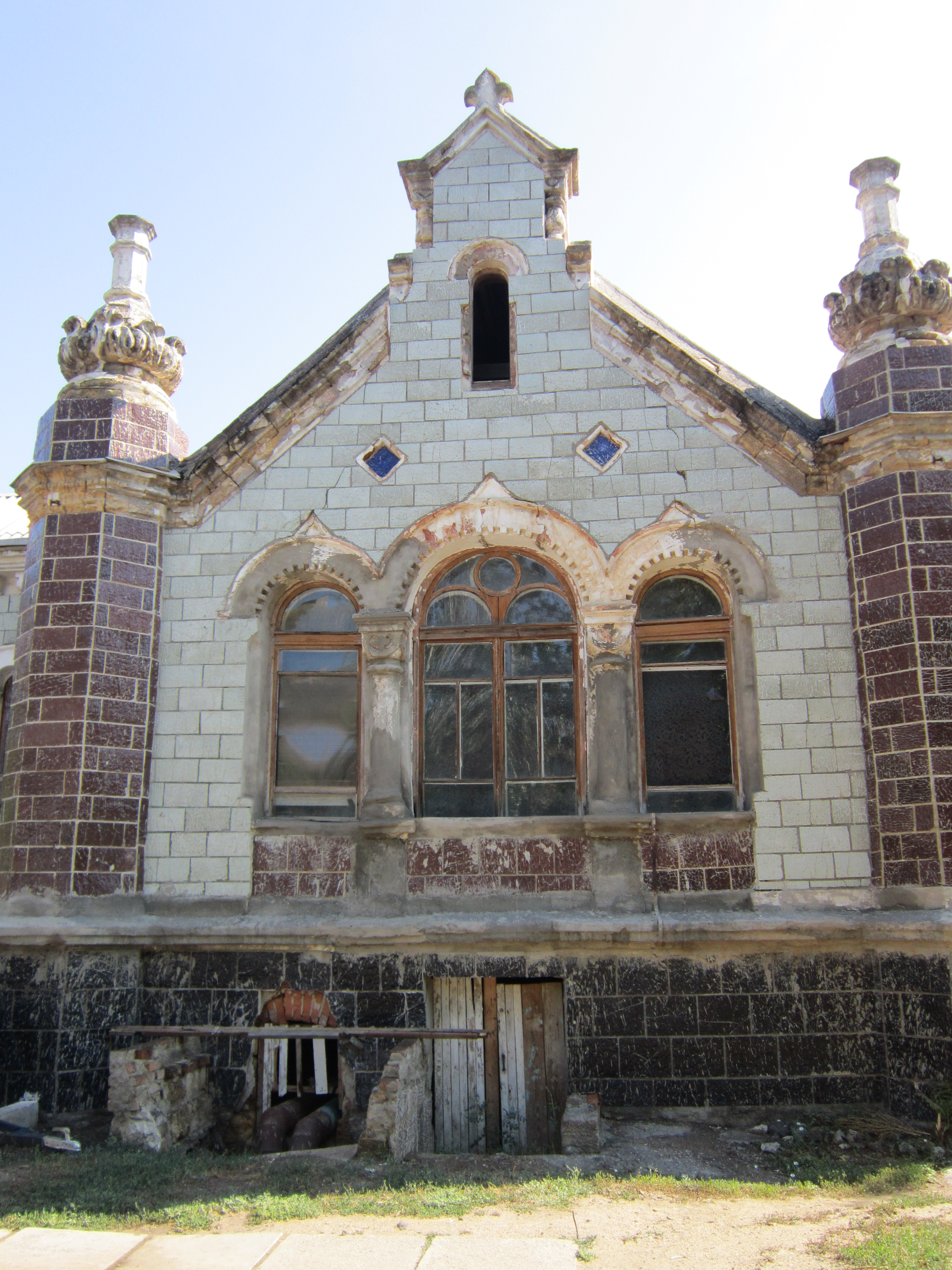
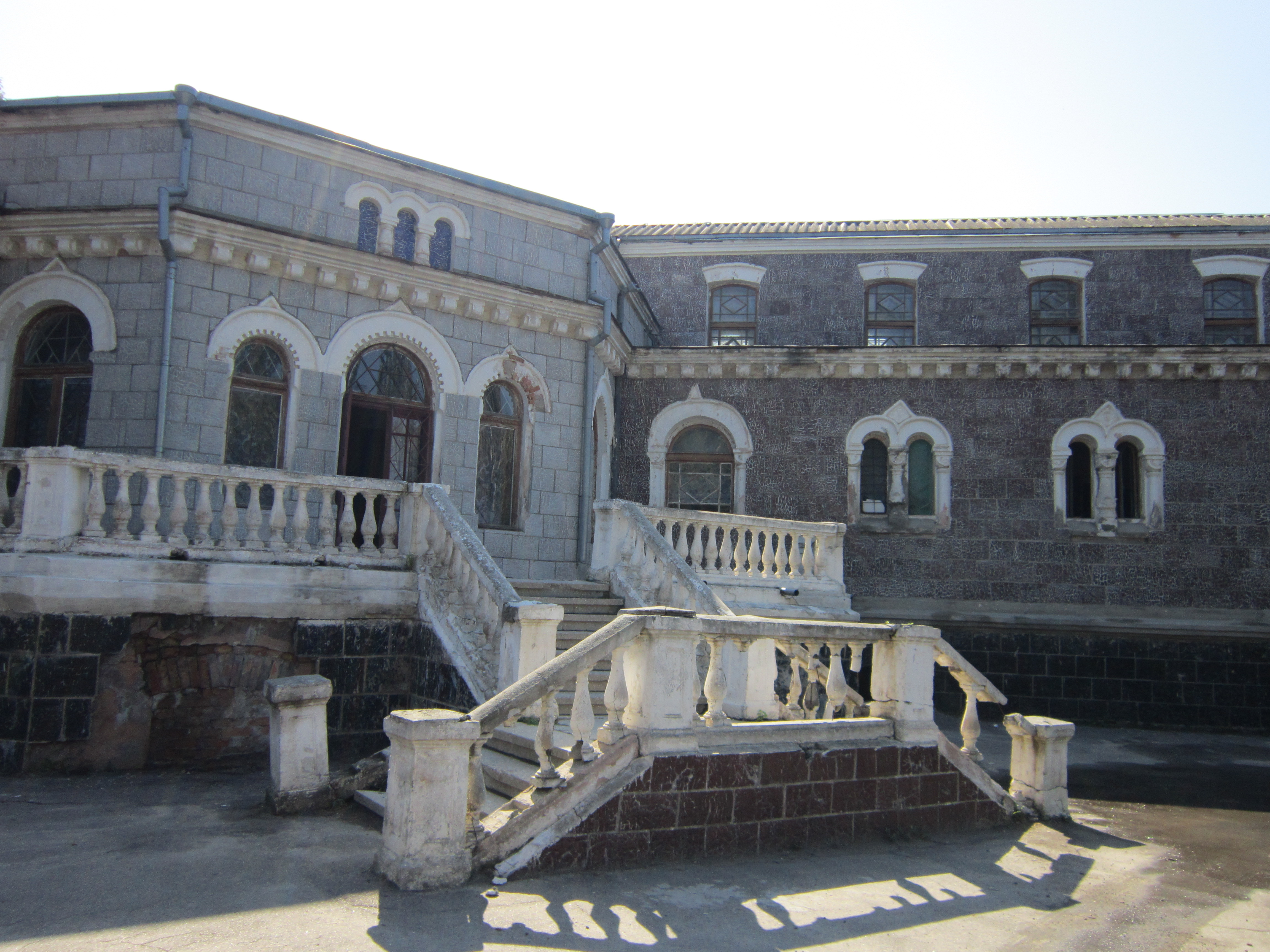
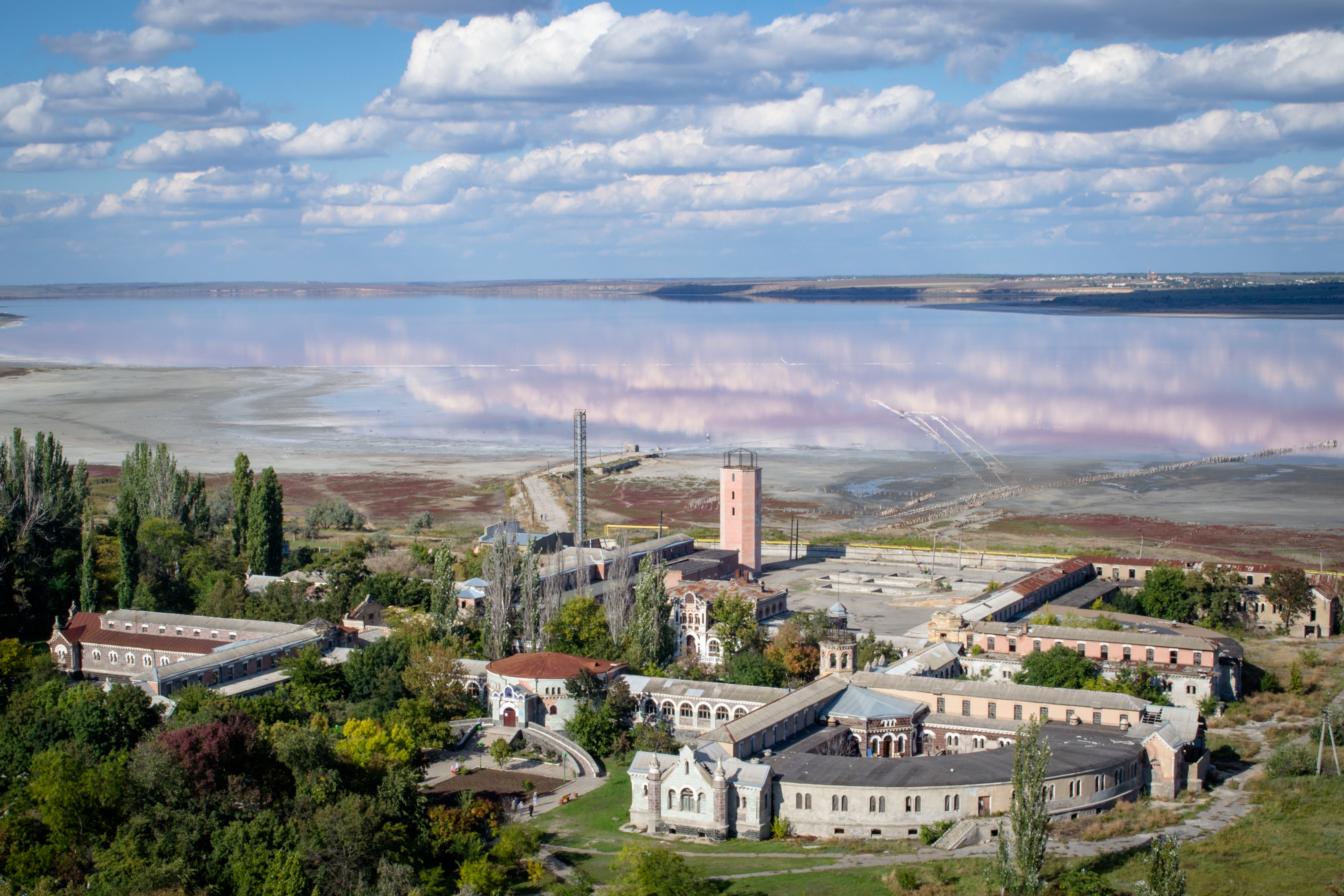
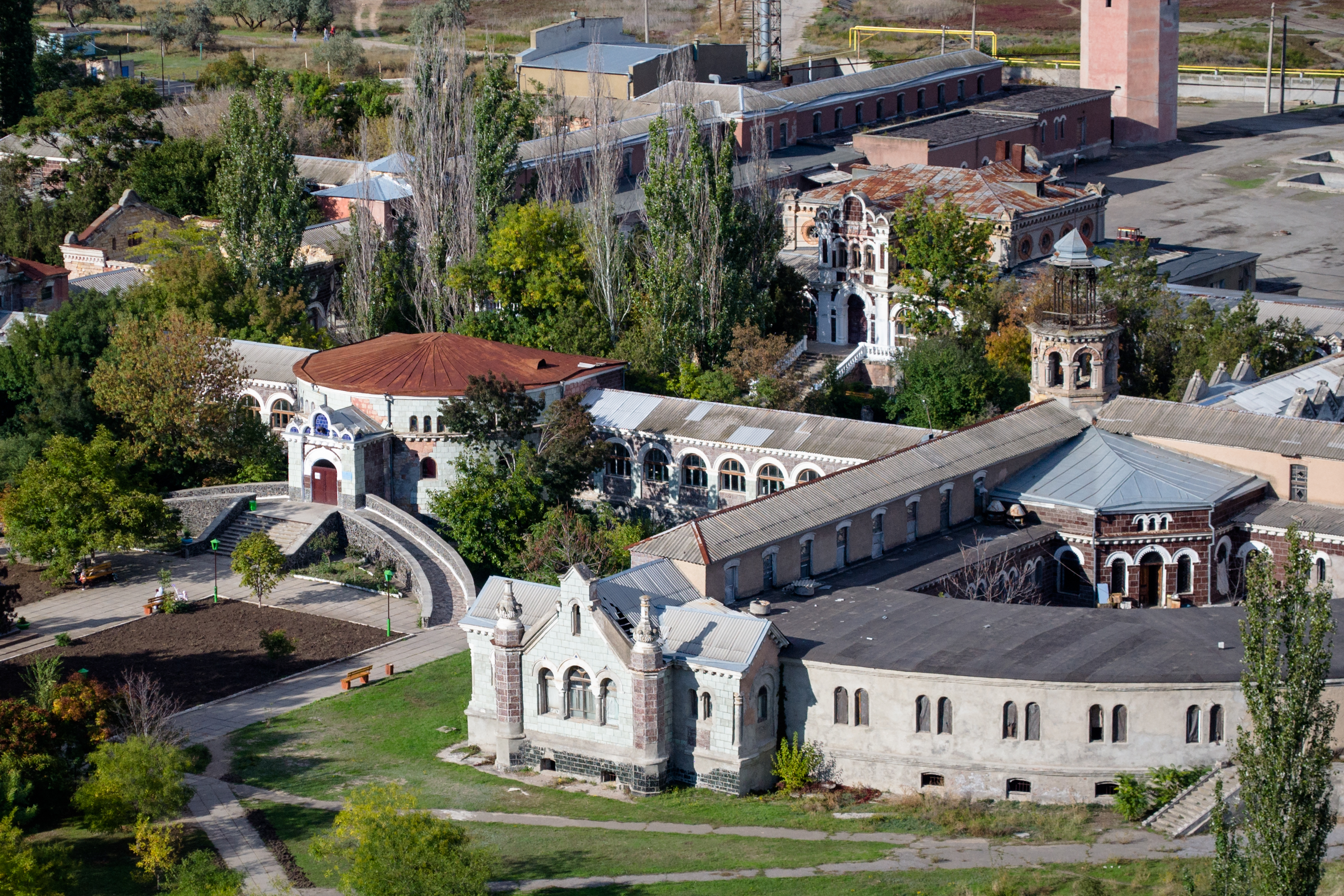
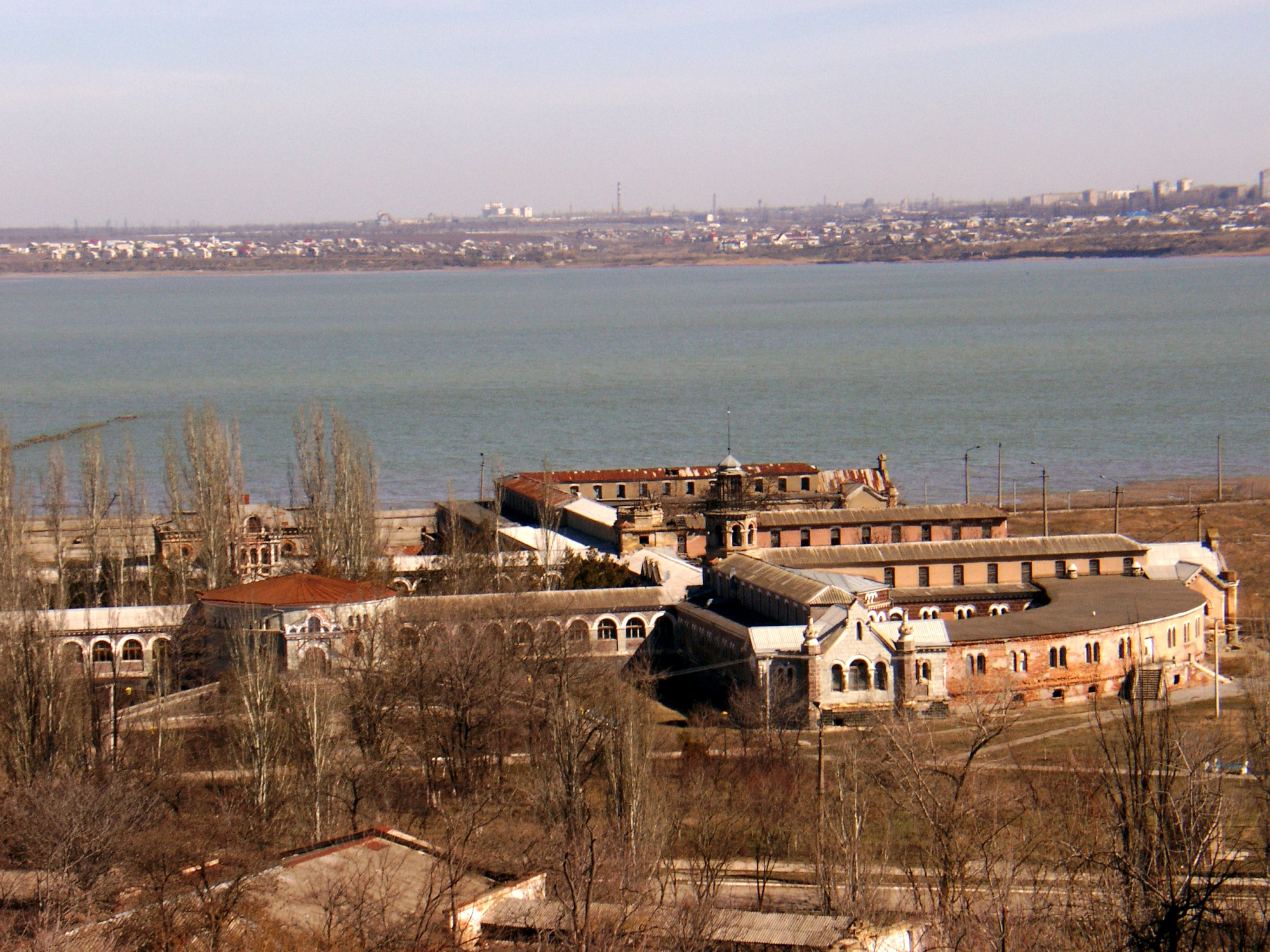
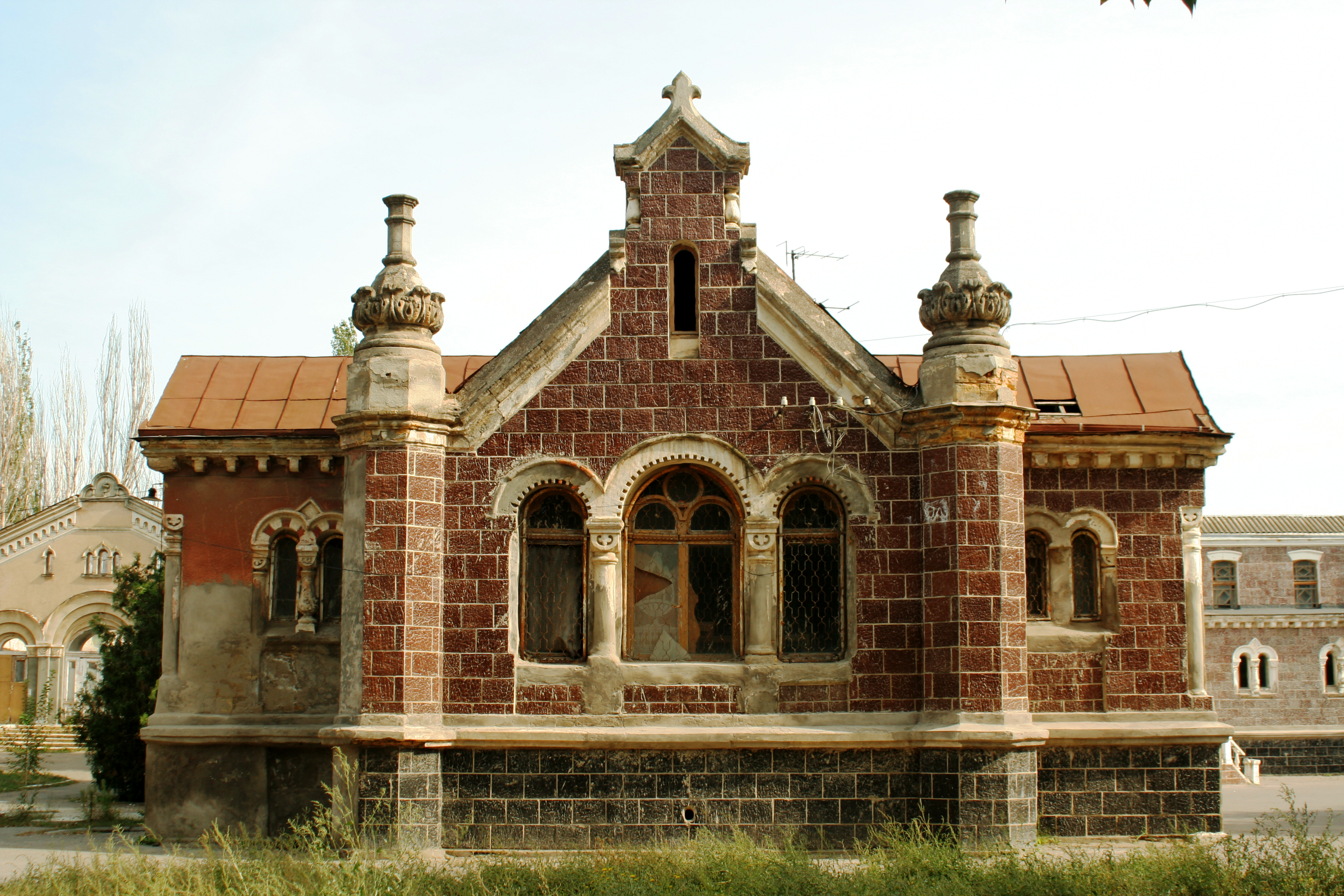